# فونتانا ديلي تارتاروغي
نافورة السلحفاة هي نافورة من أواخر عصر النهضة الإيطالية ، وتقع في ساحة ماتي، في منطقة سانت أنجيلو في العاصة الايطالية روما . تم بناؤه بين عام 1580 و عام 1588 من قبل المعماري جياكومو ديلا بورتا والنحات تاديو لانديني .تنسب السلاحف البرونزية حول الحوض العلوي، والتي عادةً إما إلى جيان لورنزو بيرنيني أو أندريا ساكي ، تمت إضافتها إما في عام 1658 أو 1659 عندما تم ترميم النافورة.

### مصدر المياه - قناة أكوا فيرجين

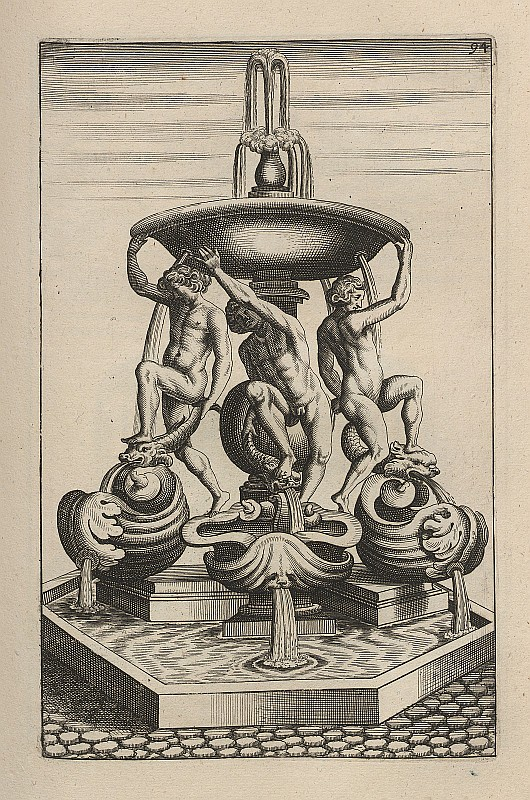
نسخة من نقش النافورة سنة 1664. ولا تظهر السلاحف التي أضيفت عام 1658 أو 1659 عندما تم ترميم النافورة.

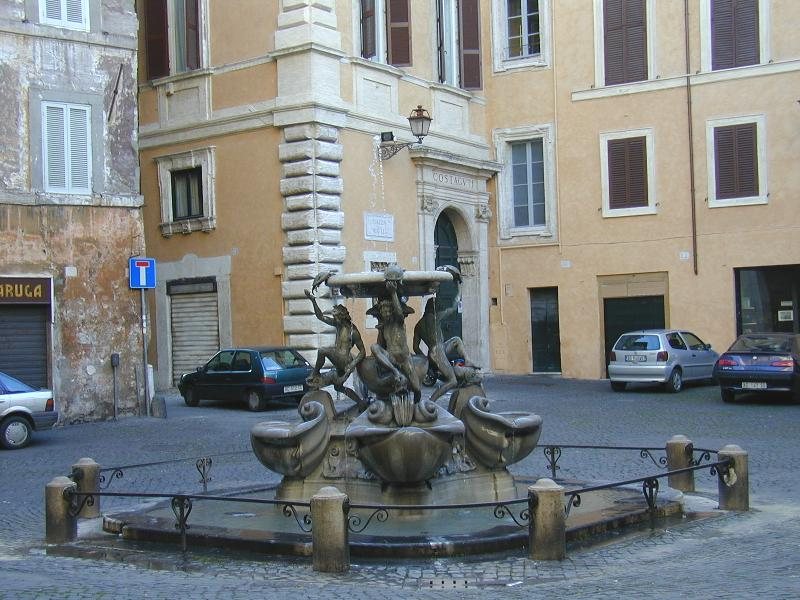
ساحة ماتي وفونتانا ديلي تارتاروغي

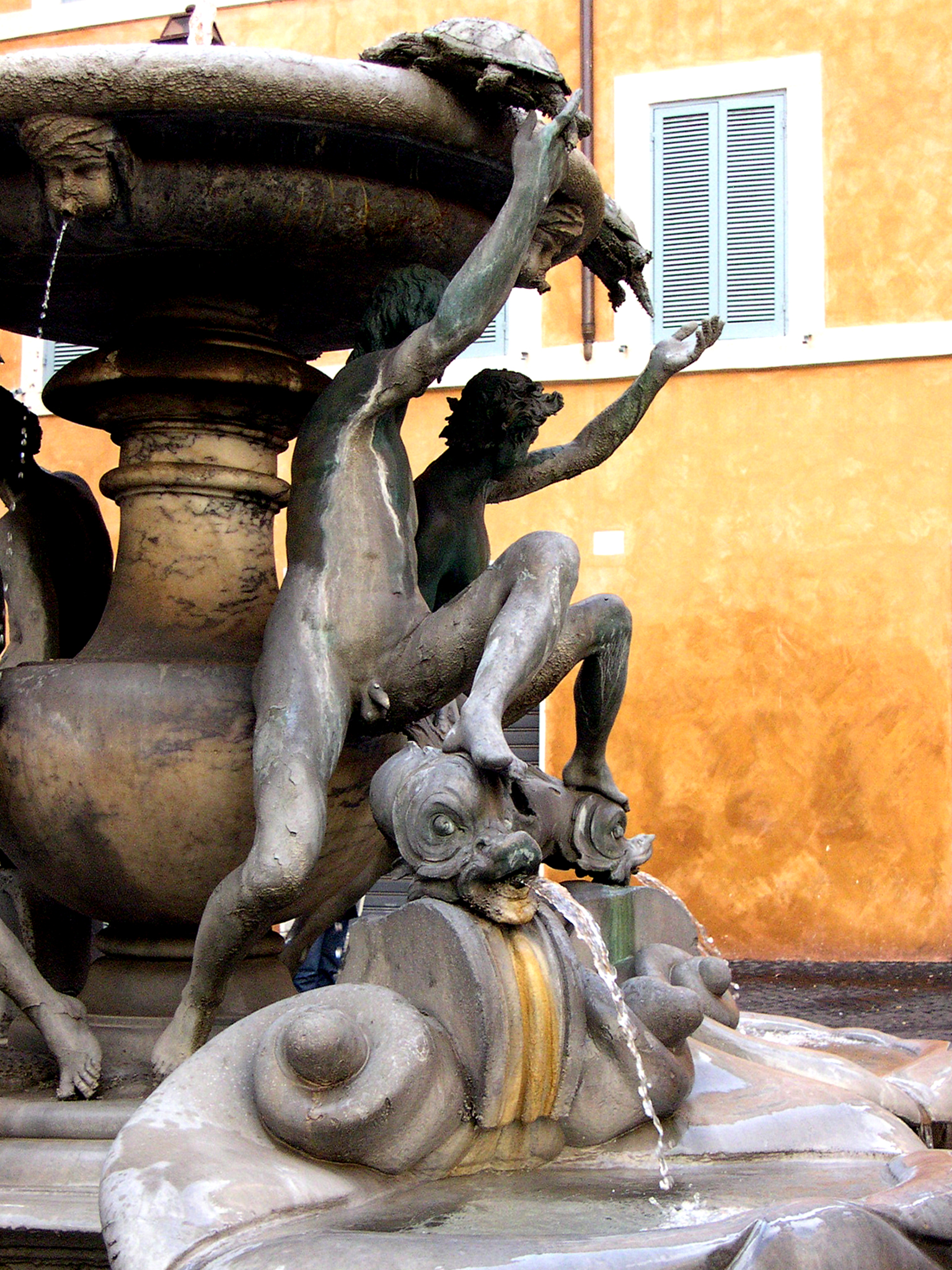
الإفيبس والسلاحف والدلافين

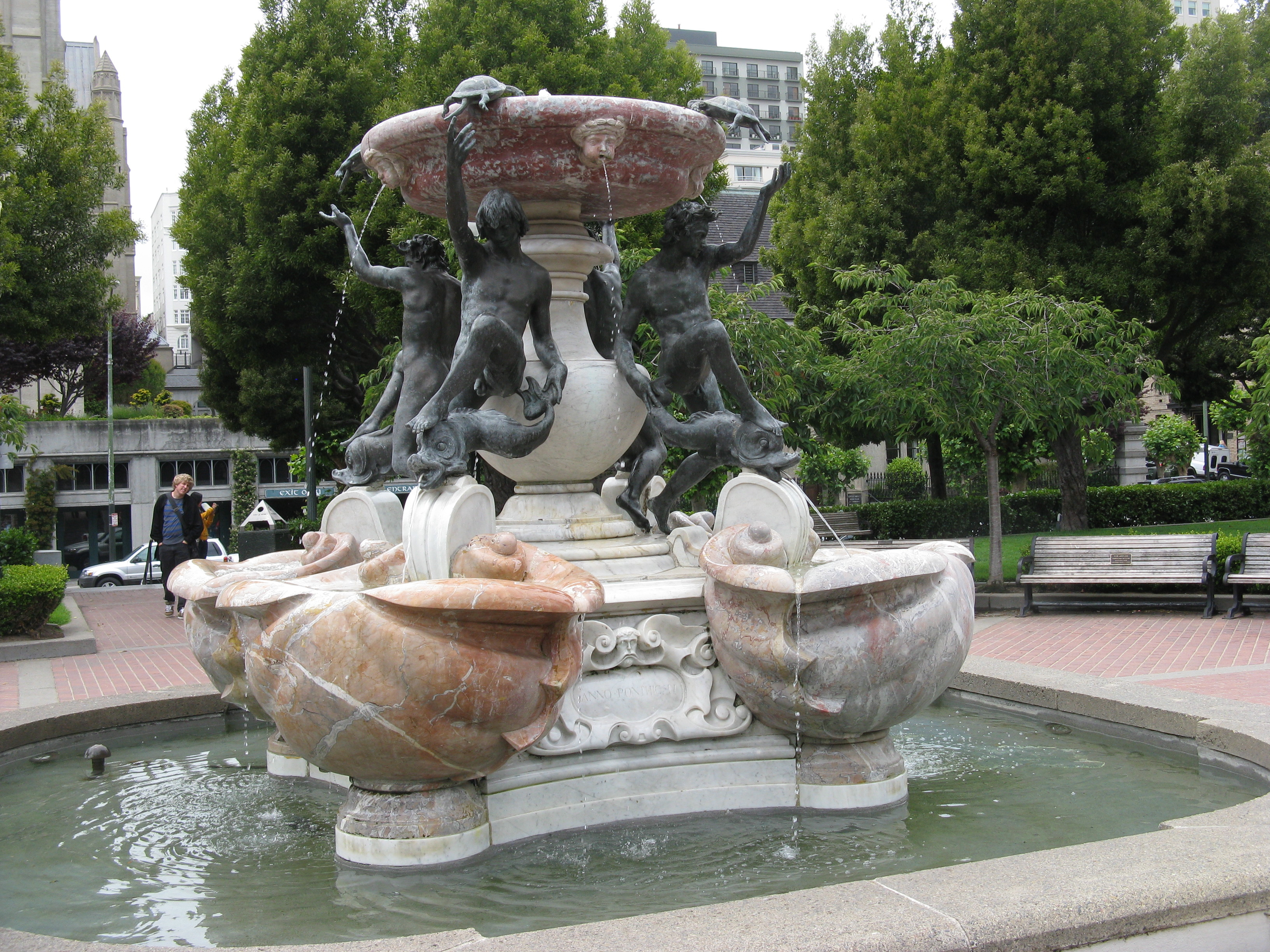
نسخة طبق الأصل في هنتنغتون بارك

## أنظر أيضا
- قائمة النوافير في روما